# Нижние Савруши (Тюлячинский район)
Нижние Савруши — деревня в Тюлячинском районе Татарстана. Входит в состав Большемешского сельского поселения.

## География
Находится в северо-западной части Татарстана на расстоянии приблизительно 21 км на восток-юго-восток от районного центра села Тюлячи у речки Мёша.

## История
Известна с 1680 года, упоминалась также как Другие Савруши. В 1893 здесь построена была мечеть.
По сведениям переписи 1897 года, в деревне Другие Савруши Мамадышского уезда Казанской губернии жили 579 человек (262 мужчины и 317 женщин), все мусульмане.

## Население
Постоянных жителей было: в 1782 году — 49 душ мужского пола, в 1859—374, в 1897—661, в 1908—736, в 1920—705, в 1926—655, в 1938—620, в 1949—506, в 1970—388, в 1979—282, в 1989—234, 208 в 2002 году (татары 100 %), 183 в 2010.